# Piramida (film)
Piramida (izviren angleški naslov: Pyramid) je ameriška grozljivka iz leta 2014, delo režiserja Grégorya Levasseura in producenta Alexandra Aja, film pa je izdala distribucija 20th Century Fox. Film je posnet v tehniki najdenih posnetkov, ki prikazujejo raziskovanje arheologov nedavno odkrite piramide. Scenarij za film sta napisala Daniel Meersand in Nick Simon, v njem pa igrajo Ashley Hinshaw, Denis O'Hare, James Buckley in Daniel Amerman. Piramida je bila izdana 5. decembra 2014 in je bila slabo sprejeta med kritiki.

## Vsebina
Med protesti v Egiptu leta 2012 in 2013, ekipa arheologov odkrije piramido zakopano 180 m pod površjem. Kasnejše raziskave pokažejo, da je zgradba te piramide, drugačna od ostalih. Prav tako najdejo vhod vanjo. Ko na silo vdrejo v piramido, strupen plin ubije enega izmed delavcev. Kmalu zatem egiptovske oblasti, zahtevajo da se arheologi umaknejo, zaradi nasilnih izgredov blizu Kaira. Dr. Miles Holden (O'Hare) in njegova hči Nora se spreta, če bi upoštevala ta ukaz ali ne. Odločita se, da bosta v piramido poslala vozilo na daljinec, ki bo tako posnel vhod vanjo.
Ko vozilo vstopi v piramido, ga napade neznano bitje in onesposobi. Arheologi se odločijo, da bo bodo vstopili v piramido in poiskali vozilo, vendar najdejo le njegove dele. Kmalu se njihov izhod zapečati in ugotovijo, da so se izgubili. Vstopijo v sobo, kjer so tla zelo nestabilna. Član ekipe Zahir (Amir K) pade in si tako poškoduje nogo. Sunni (Nicola) skuša splezati do manjšega izhoda, vendar jo napade neko bitje in Sunni pade na tla. Ker so prisiljeni, da pustijo Zahira za sabo, začnejo iskati drugi izhod. Čez nekaj trenutkov slišijo Zahirove krike, in ko se vrnejo najdejo le krvavo sled na steni.
Čez čas srečajo spet mačkam podobna bitja, ki so napadla Sunni. Egipčanski vojak, ki je našel drug vhod v piramido, prispe zadnji čas in jih reši. Vendar vojak hitro umre, ekipa se pa znajde na peščeni pasti, ki ubije Sunni.
Ker so prisiljeni nadaljevati pot, najdejo sobano za pogrebe, kjer najdejo tudi truplo nekega raziskovalca, ki se je v piramidi znašel v 19. stoletju. V dnevniku, ki ga je pustil za sabo je opisan možen izhod iz piramide. Nenadoma dr. Holdnu, velikansko bitje iztrga srce. Nora in snemalec Fitzie (Buckley) pobegneta, vendar ugotovita da sta ujeta zato se vrneta. Tam najdeta privezanega dr. Holdna. Ugotovita, da je bitje v bistvu egipčanski bog Anubis, ki tehta srce dr. Holdna, da bi ugotovil ali je vreden vstopiti v posmrtno življenje. Miles se izkaže za nevrednega in umre, ko Anubis poje njegovo srce.
Ko Anubis odide, Nora in Fitzie iz hieroglifov razbereta, da je bila piramida zgrajena kot zapor za Anubisa, ki se želi združiti s svojim stvarnikom Ozirisom. Kmalu najdeta izhod in lestev, ki jo je pustil vojak Shadid, vendar ju napade Anubis. Nora začne plezati in Fitzie ji sledi, vendar kmalu konča mrtev. Nora zdaj sama nadaljuje pot vendar jo hitro ujame Anubis. Noro priveže, vendar ona skuša prerezati vrvi še preden bi Anubis uspel dokončati ritual. Ko se osvobodi, rani Anubisa katerega nato napadejo mačkam podobna bitja. Izčrpana pride iz piramide in izgubi zavest. Ko se zbudi opazi majhnega dečka kako se igra kamero, ko nenadoma nanju skoči Anubis in domnevno ubije oba.

## Igralci
- Ashley Hinshaw kot dr. Nora Holden
- Denis O'Hare kot dr. Miles Holden
- James Buckley kot Terry "Fitzie" Fitsimmons
- Christa-Marie Nicola kot Sunni Marsh
- Amir K kot Michael Zahir
- Joseph Beddelem kot taksist
- Garsha Arristos kot egipčanski delavec
- Faycal Attougui kot Shadid